# Urera sinuata
Urera sinuata är en nässelväxtart som beskrevs av Hugh Algernon Weddell. Urera sinuata ingår i släktet Urera och familjen nässelväxter. Inga underarter finns listade i Catalogue of Life.